# 콜 오브 듀티: 모바일
《콜 오브 듀티: 모바일》(Call of Duty: Mobile)은 안드로이드와 iOS용으로 액티비젼, 텐센트 산하 게임 개발사인 TiMi Studios가 개발하고 액티비전이 배급한 부분 유료화 1인칭 슈팅 게임이다. 2019년 10월 1일 출시되었다. 첫 달에 이 게임은 1억건 이상의 다운로드 수를 기록하였고 약 US$5400만원의 수익을 창출함으로써 사상 최대의 모바일 게임 런칭이 되었다.

## 개발 및 출시
콜 오브 듀티: 모바일은 액티비전의 서부 개발 스튜디오 대신 개발을 주도한 중국 기업 텐센트 소속 TiMi 스튜디오와 더불어 2019년 3월 발표되었다. 게임의 기능들 중 많은 수가 발표 당시 공개되었으며 콘솔 게임 팬들의 친숙한 경험을 약속하였다. 이 게임의 목적은 이전 프랜차이즈 게임들의 친숙한 면들을 취하면서 사용자들이 모바일 장치에 접근할 수 있게 허용하는 것이다. 배틀 패스와 함께 2개의 게임 내 통화를 사용하는 것이 특징이다.
콜 오브 듀티: 모바일은 시리즈의 이전 게임에서 선보였던 플레이 가능한 수많은 캐릭터, 맵, 게임모드를 제공한다. 각기 다른 컨트롤 설정들이 포함된 플레이어 환경 설정을 제공한다. 좀비 게임 모드가 2019년 11월 게임에 추가되었다. 이 게임 모드는 전통적인 콜 오브 듀티 좀비 공식을 따르며 플레이어가 끝없이 밀려오는 좀비들과 싸워나가며 가능한 오래 살아남는 것이 목적이다. 레이드(Raid) 모드도 포함되었는데, 플레이어가 상당한 수의 좀비를 무찔러야 보스를 만날 수 있다. 현재 이 모드는 삭제됐다.
2019년 7월 선별 지역에서 베타 릴리스가 이루어진 이후, 2019년 10월 1일 전 세계 출시되었다.

## 평가
| 평가 |        |
| --- | ------ |
| 통합 점수 통합사 점수 메타크리틱 81/100 [ 10 ] 평론 점수 평론사 점수 4Players 60/100 [ 11 ] 디스트럭토이드 8.5/10 [ 12 ] 유로게이머 8/10 [ 13 ] 게임스팟 8/10 [ 14 ] 게임지보 [ 15 ] IGN 7.7/10 [ 16 ] Jeuxvideo.com 16/20 [ 17 ] |        |
| 통합 점수 |        |
| 통합사 | 점수   |
| 메타크리틱 | 81/100 |
| 평론 점수 |        |
| 평론사 | 점수   |
| 4Players | 60/100 |
| 디스트럭토이드 | 8.5/10 |
| 유로게이머 | 8/10   |
| 게임스팟 | 8/10   |
| 게임지보 | [ 15 ] |
| IGN | 7.7/10 |
| Jeuxvideo.com | 16/20  |